# 후지쿠라 아즈사
후지쿠라 아즈사 (후지 쿠라 아즈사, 1984년 1월 5일 -)는 일본 의 뮤지컬 각본가 · 작사 가·작곡가· 번역가 .

## 약력
게이오 요시카쿠 유치사, 게이오 학원 중등부, 게이오 학원 여자 고등학교 를 거쳐 게이오 학원대학 문학부 국문과를 졸업.
3세경에 다니던 리트믹 교실에서 절대 음감이 몸에 익힌다. 5세부터 피아노를 배우기 시작한다.
유치사에서 리코더부에 소속되어 전국 대회에서 단체 금상을 수상.
중등부에서 오케스트라에 소속되어 바이올린을 담당.
고등학교 명물 행사 '연극회'에서 무대를 처음부터 만드는 재미에 눈을 뜬다.
대학 재학 중에 뮤지컬 서클에 들어간 것을 계기로 무대 예술 학원 뮤지컬 부별과 와 토호 뮤지컬 아카데미에 입학, 배우로서 배운다.
토호 뮤지컬 아카데미 재학중부터 스태프워크에 흥미가 쏟아져 자주 공연 '누에바 칸시온'에서 각본·연출을 다룬 이후 뮤지컬 크리에이터로서 주로 활동한다.
2013년에 초연된 송 사이클(1곡 1화 완결형의 쇼)의 「sign」가 뉴욕을 거점으로 하는 단체 National Asian Arts Project의 2014년도 우수상으로 선출되어 같은 해에 뉴욕의 극장에서 현지 캐스트 에 의해 다이제스트판이 상연되었다.
일본에서 몇 안되는 멀티 크리에이터로서 오리지널 뮤지컬 제작과 해외 뮤지컬 상연에 종사하고 있다.

## 출연 경력
- 『Songs For A New World』2008
- '뷰티풀 샌디' 2010
- "Count Down My Life" 2011/2014
- "히메 유리"2018
- "YOKOHAMA Short Stories"2022 ( 우키요 호텔 프로젝트 )[1][2]

- 『Into the Woods』 연출 보조 2010
- 『TRAILS』 연출 보조 2011
- 『누에바 칸시온』 각본・연출 2011
- 『카무이레라』 각본・작사・작곡・연출 2012
- 『LITTLE WOMEN』 2012(연출) / 2015(번역・연출)
- 『a song cycle sign』 각본・작사・작곡・연출 2013
- 『Ordinary Days』 번역・연출 2013
- 『프로파간다 콕핏』 각본・작사・작곡・연출 2014
- 『bare』 번역 2014（재연 시）
- 『빙도화전』 각본・작사・작곡・연출 2015
- 『RANGER』 각본・작사・작곡・연출 2016
- 『song cycle a Shape』 작사・작곡・연출(니시카와 다이스케와 공동 작업) 2016
- 『나와 그녀와 나른한 우산』 각본・작사・작곡 2017 [7]
- 『I Love You, You're Perfect, Now Change』 연출 2017
- 『소레유』 각본・작사・작곡・연출 2018
- 『GODSPELL』 번역・연출 2018
- 『최후진술』 번역 2019
- 『사이트』 연출 2021
- 『제25회 퍼트넘 카운티 스펠링 대회』 번역・연출 2021
- 『DEVIL (더 데빌)』 번역 2021
- 『Is Everything Alright?』 각본・작사・작곡・연출 2021
- 『당신의 첫사랑을 찾아드립니다 (김종욱 찾기)』 번역 2022
- 『키라노토비 (雲母紙鳶)』 각본・작사・작곡・연출 2022
- 『자니스』 연출 2022
- 『카이호 나오토 콘서트 ATTENTION PLEASE!』 연출 2023
- 『마틸다』 연출 보조 2023
- 『적과 흑』 연출 보조 2023
- 『질 드 레 ～나는 창관의 벼룩이다～』 작사 2023
- 『카이호 나오토 콘서트 ATTENTION PLEASE! 2』 연출 2024
- 『타키 렌타로의 친구와 지인과 그 외 여러 사람들』 연출 2024 (예정)
- 『나가메세시마니 다도의 차라도』 각본・작사・작곡 2024 (예정)